# 南原兼
南原 兼（なんばら けん、1月1日 - 2022年2月18日）は、日本のBL・ライトノベル小説家。血液型はB型。出身地は福岡県。

## 略歴
「花丸文庫」「ラピス文庫」「パレット文庫」「もえぎ文庫ピュアリー」などで活躍。
ジャンル「おにきゅん（キチクで胸きゅん）」首唱。おにきゅん戦士。
英国（ユニオンジャック）とヒョウ柄を愛し、作品中にも両者が多く見られる。
自らの作品「エンジェル・ゲーム」「堕天使♥ゲーム」のCD作品において、鷹塔薫役の緑川光と対談している。
その中でドラマのワンシーンの再現を行い、緑川光を相手に攻役を演じた。
「ナイトは妖しいのがお好き♥」の帯、「そう……そのまま飲みこんで。僕のエクスカリバー」が有名。
2022年2月18日、死去。

## 作品
BL
パパミラシリーズ（イラスト：桃季さえ、白泉社）
- パパと♥ KISS IN THE DARK
- パパと♥ LOVING ALL NIGHT
- パパと♥ DEEP IN THE FOREST
- パパと♥ UNDER THE MOONLIGHT
- パパと♥ SHOWER ON THE BEACH
- パパと♥ SHOWER ON THE BEACH 2
- 愛だけ★足りない

ロミロミシリーズ（イラスト：明神翼、白泉社）
- 僕のものになりなさい♥
- きみのとなりで眠らせて♥
- イケるとこまでイこうよ♥
- きっと純愛というのは…♥
- 好きなんだからしょーがない♥
- 僕を全部あげよう♥
- 膝を抱えて待ってます♥

海崎四兄弟シリーズ（イラスト：すがはら竜、白泉社）
- キングオブ♥学園ラビリンス
- ロマンシング♥ティーチャー
- ごめんね♥ピーチパイ
- おさななじみと♥スキャンダル

エグゼクティヴシリーズ（イラスト：桃季さえ、白泉社）
- エグゼクティヴ♥パープル
- エグゼクティヴ♥ピンク

月夜シリーズ（イラスト：みなみ遥、白泉社）
- 月夜に懺悔は似合わない♥
- 月夜に神父は愛さない♥

天使シリーズ（イラスト：潮田真生、白泉社）
- わがまま天使にご用心♥
- そんな天使にだまされて♥
- 天使はそれを我慢できない♥

共犯者シリーズ（イラスト：桃季さえ、プランタン出版）
- 恋の共犯者
- 夜の共犯者
- 暁の共犯者

パールシリーズ（イラスト：明神翼、プランタン出版）
- いじわるなパール♥
- よくばりなパール♥
- わがままなパール♥
- きまぐれなパール♥
- あいどるなパール♥

純情シリーズ（イラスト：桃季さえ、プランタン出版）
- 純情BOY禁猟区
- 純情はぁと解放区
- 純情ナイト激戦区♥

ストロベリーシリーズ（イラスト：明神翼、プランタン出版）
- ストロベリー♥フェイク
- ストロベリー♥トラップ

突撃！シリーズ（イラスト：葵二葉&紅三葉、プランタン出版）
- 突撃！ ときめき♥生徒会
- 突撃！ ときめき♥学園祭

ショパンシリーズ（イラスト：みなみ遥、プランタン出版）
- ピンクのショパン♥
- 仔猫のワルツ♥
- 超絶技巧練習曲♥

ツインズシリーズ（イラスト：桃季さえ、角川書店）
- すきゃんだらす♥ツインズ
- でんじゃらす♥ツインズ
- みすてりあす♥ツインズ
- まぁべらす♥ツインズ
- えんどれす♥ツインズ

ナイトシリーズ（イラスト：桃季さえ、角川書店）
- ナイトはお熱いのがお好き♥
- ナイトは激しいのがお好き♥
- ナイトは妖しいのがお好き♥
- ナイトは美味しいのがお好き♥

Dr.シリーズ（イラスト：明神翼、小学館）
- Dr.とエクスタシー♥
- Dr.とアヴァンチュール♥
- Dr.とフルコース♥
- Dr.とウェディングベル♥

エンジェルシリーズ（イラスト：桃季さえ、小学館）
- エンジェル★ゲーム
- 堕天使♥ゲーム
- イイでしょ？先輩★

奴隷シリーズ（イラスト：こうじま奈月、小学館）
- きみはかわいい僕の奴隷♥
- あいつはキチクな俺の奴隷♥
- きみは僕の恋の奴隷♥
- Sでごめんね♥

まほデミー週番日誌♥シリーズ（イラスト：明神翼、集英社）
- 恋も魔法もレベル♥1
- 魔法学園♥微熱クラブ
- 魔法学園♥秘密ガーデン
- 魔法学園♥夢幻パレス
- 魔法学園♥誘惑レッスン
- 魔法学園♥流星ワルツ
- 魔法学園♥迷宮ロマンス
- 魔法学園♥禁断ポエム
- 魔法学園♥月光プリズン
- 魔法学園♥天空オペラ
- 魔法学園♥情熱ストーム
- 魔法学園♥妖精バトル
- 魔法学園♥征服ジュエル

百合ヶ丘シリーズ（イラスト：明神翼、ハイランド）
- きみだけのプリンスになりたい
- ハートもエースも僕のもの♥
- スペードのキングも僕のもの♥

百合ヶ丘シリーズ・新装版（イラスト：明神翼、ブライト出版）
- ハートもエースも僕のもの♥
- スペードのキングも僕のもの♥

レッドゾーンシリーズ（イラスト：明神翼、フロンティアワークス）
- レッドゾーンでつかまえて
- パープルローズにくちづけを
- シャンパンゴールドで抱きしめて

妖精学園フェアラルカ♥シリーズ（イラスト：月本てらこ、学習研究社）
- 双子のシルフにご用心
- ダーリンは眠りの精
- フィアンセは花の王子
- 迷子の恋はミルフィーユ
- おまえのハートを暴いてやるぜ！

秘密♥シリーズ（イラスト：旭炬、学習研究社）
- 男の子には秘密がある♥
- 片想いには秘密がある♥
- 寝技には秘密がある♥

我慢できない♥シリーズ（イラスト：ぱん太、学習研究社）
- 騎士はそれを我慢できない♥
- 薔薇の王は棘を愛でる♥

男子校の花嫁シリーズ（イラスト：サマミヤアカザ、学習研究社）
- 花嫁は男子校の帝王♥
- 花嫁は男子校の美神
- 花嫁は男子校の番犬

その他
- 今宵、おとぎ話の続きを♥（イラスト：起家一子、プランタン出版）
- アテンション♥プリーズ（イラスト：こうじま奈月、プランタン出版）
- 男子寮でロマンスを♥（イラスト：明神翼、プランタン出版）
- プリンスは薔薇と鎖にときめく（イラスト：桃季さえ、プランタン出版）
- 太陽のシーズン（イラスト：すがはら竜、二見書房）
- 彼は無慈悲な夜の帝王♥1～3（イラスト：桃季さえ、白泉社）
- 100%罠かもね♥（イラスト：こうじま奈月、白泉社）
- ピーターパン♥お色直し、危機一髪!!（イラスト：桃季さえ、白泉社）
- COLD☆BLOOD（イラスト：明神翼、フロンティアワークス）
- 秘密のポエマー様♥（イラスト：こうじま奈月、フロンティアワークス）
- 華麗なあいつはろくでなし（イラスト：高久尚子、小学館）
- ルームメイトは美男で野獣♥（イラスト：こうじま奈月、小学館）
- 「仁義なし！」でよろしく♥（イラスト：明神翼、リブレ出版）
- キチクな天使と純愛を♥（イラスト：南月ゆう、リブレ出版）
- 誘って♥シャノワール（イラスト：ホームラン・拳、アスキー・メディアワークス）
- 彼の禁じられた遊び（イラスト：カズアキ、アスキー・メディアワークス）
- アルキメデスの恋愛原理♥（イラスト：ミユキルリア、学習研究社）
- 甘くてごめんね♥（イラスト：旭炬、学習研究社）
- 肉食男子♥いただきます（イラスト：サマミヤアカザ、学習研究社）
- 硝子のハートが邪魔をする（イラスト：旭炬、学習研究社）
- 偽恋迷路で堕天使と（イラスト：サマミヤアカザ、学習研究社）
- 薔薇公爵と路地裏のミツバチ（イラスト：金井桂、学習研究社）
- 禁断のマリアージュ（イラスト：和鐵屋匠、学習研究社）
- 彼は危険な美しいケダモノ（イラスト：みずかねりょう、ブライト出版）

FT
東京騎士王国シリーズ（イラスト：明神翼、小学館）
- TOKYOナイトキングダム
- ホーリー・バラード
- スウィート・ガーデン

TL
ミスティカ・ハートシリーズ
- 王子は魔女を恋に誘う（イラスト：壱コトコ、メディアックス）
- 塔の王子と悪い魔女（イラスト：壱コトコ、インフォレスト）

その他
- 王子は秘密の花を散らす　アルカンシエル恋物語（イラスト：圷よしや、インフォレスト）

## コミック化作品
- ナイトはお熱いのがお好き（桃季さえ、角川書店）
- 純情はぁと解放区1～2（桃季さえ、コアマガジン）

## CD作品
パパミラシリーズ（パイオニアLDC／三木眞一郎×緑川光、子安武人×千葉進歩、勝生真沙子）
- パパと♥ KISS IN THE DARK
- パパと♥ LOVING ALL NIGHT
- パパと♥ DEEP IN THE FOREST
- パパと♥ UNDER THE MOONLIGHT
- 愛だけ★足りない
- パパと♥LOVE TRIAL
- OVA パパと♥KISS IN THE DARKキャラクターソングアルバム（Three Fat Samurai）

ロミロミシリーズ（インターコミュニケーションズ／子安武人×緑川光、森川智之×石田彰）
- 僕のものになりなさい♥
- きみのとなりで眠らせて♥
- イケるとこまでイこうよ♥
- きっと純愛というのは…♥

パールシリーズ（インターコミュニケーションズ／鈴置洋孝×緑川光、一条和矢×遊佐浩二）
- いじわるなパール♥
- よくばりなパール♥
- わがままなパール♥
- きまぐれなパール♥

純情シリーズ（サイバーフェイズ／子安武人×森久保祥太郎、井上和彦×緑川光、櫻井孝宏、岸尾だいすけ、吉野裕行、福山潤、結城比呂）
- 純情BOY禁猟区
- 純情はぁと解放区
- 純情ナイト激戦区♥

ショパンシリーズ（ランティス／子安武人×緑川光、森川智之×鈴村健一、平川大輔×岸尾だいすけ、勝生真沙子）
- ピンクのショパン♥
- 仔猫のワルツ♥
- 超絶技巧練習曲♥
- スターライト☆ショパン♥
- チェリーナイト☆ショパン♥
- ビーチサイド☆ショパン♥
- スノーダンス☆ショパン♥

ツインズシリーズ（ランティス／櫻井孝宏×岸尾だいすけ、子安武人、置鮎龍太郎、三木眞一郎×緑川光、関俊彦）
- すきゃんだらす♥ツインズ
- でんじゃらす♥ツインズ
- もあでんじゃらす♥ツインズ
- みすてりあす♥ツインズ
- まぁべらす♥ツインズ

ナイトシリーズ（ランティス／三木眞一郎×緑川光、櫻井孝宏×岸尾だいすけ、子安武人？置鮎龍太郎）
- ナイトはお熱いのがお好き♥
- ナイトは激しいのがお好き♥
- ナイトは妖しいのがお好き♥
- ナイトはすっごく妖しいのがお好き♥

エンジェルシリーズ（フロンティアワークス／子安武人×緑川光、鳥海浩輔×鈴木千尋）
- エンジェル・ゲーム 前編・後編
- 堕天使♥ゲーム 前編・後編

東京騎士王国シリーズ（非BL作品、ランティス／岸尾だいすけ、鈴村健一、杉田智和、千葉進歩、子安武人、緑川光、浜田賢二、寺島拓篤、平川大輔、森川智之）
- TOKYOナイトキングダム
- ホーリー・バラード
- スウィート・ガーデン

奴隷シリーズ（フィフスアベニュー／子安武人×寺島拓篤、浜田賢二×小野大輔、森川智之×緑川光）
- きみはかわいい僕の奴隷♥
- あいつはキチクな俺の奴隷♥
- きみは僕の恋の奴隷♥
- Sでごめんね♥
- みんなやっぱり恋の奴隷♥
- みんなずっと恋の奴隷♥～奴隷シリーズ DRAMA CD COMPLETE BOX～

（本編＋特典トークCDの６枚組）
まほデミー週番日誌♥シリーズ（ランティス／櫻井孝宏×緑川光、森川智之×千葉進歩、三木眞一郎×保志総一朗、鳥海浩輔×高橋広樹、関俊彦×鈴村健一、子安武人、岸尾大輔）
- 魔法学園♥微熱クラブ
- 魔法学園♥秘密ガーデン
- 魔法学園♥夢幻パレス
- 魔法学園♥誘惑レッスン
- 魔法学園♥大運動会 前夜祭
- 魔法学園♥流星ワルツ
- 魔法学園♥迷宮ロマンス
- 魔法学園♥禁断ポエム
- 魔法学園♥月光プリズン（キャスト変更／保志総一朗→代永翼、関俊彦→羽多野渉）

百合ヶ丘シリーズ（サイバーフェイズ／子安武人×鈴村健一、櫻井孝宏×高城元気、森川智之×緑川光、鳥海浩輔）
- きみだけのプリンスになりたい
- ハートもエースも僕のもの♥
- スペードのキングも僕のもの♥の

妖精学園フェアラルカ♥シリーズ（フィフスアベニュー／福山潤×下野紘、子安武人×宮田幸季、杉田智和×代永翼）
- 双子のシルフにご用心
- ダーリンは眠りの精

秘密♥シリーズ（ランティス／森川智之×水島大宙、子安武人×佐藤雄大、羽多野渉×遊佐浩二）
- 男の子には秘密がある♥
- 片想いには秘密がある♥
- 寝技には秘密がある♥

彼は無慈悲な夜の帝王♥シリーズ（フィフスアベニュー／子安武人×高橋広樹、鳥海浩輔×岸尾大輔、森川智之×緑川光）
- 彼は無慈悲な夜の帝王♥
- おさる♥ばけーしょん（非売品）
- ほーりーないと★ぎゃらくてぃか（非売品）

- 男子寮でロマンスを♥（リーフ出版／三木眞一郎×緑川光、成田剣）

愛のポエム付き言葉攻めCD「Tiara」シリーズ（脚本 南原兼、非BL作品、ランティス）
- Vol.1（緑川光、宮田幸季）
- Vol.2（森川智之）
- Vol.3（平川大輔）
- Vol.4（羽多野渉＆阿部敦）

## DVD作品
- OVA パパと♥KISS IN THE DARK 1～2（初回限定版・通常版、キングレコード）